# 유니언역 (시카고)

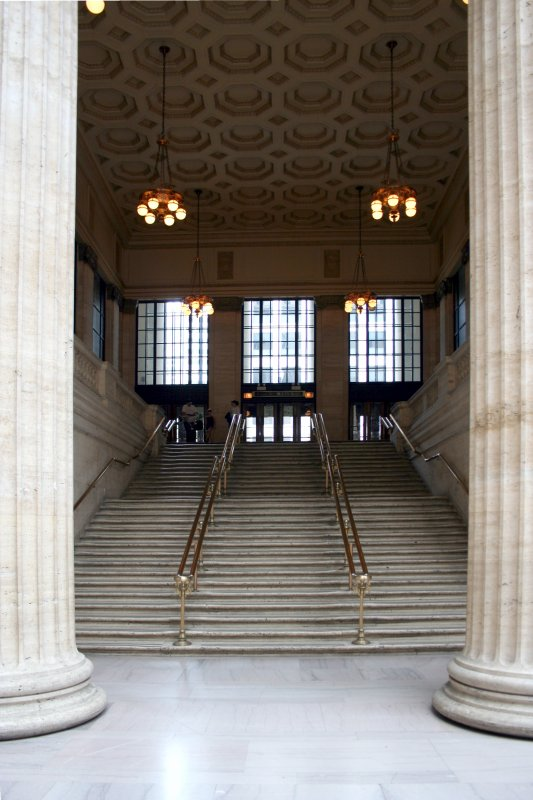
두 개의 거대한 계단 중 한 곳. 이곳에서 언터처블과 같은 영화의 한 장면으로 촬영되었다.

유니언역과 연결되는 철도 운행 노선도. 각각 암트랙(오렌지색), 메트라(녹색), 옛 암트랙 노선(검은색)

시카고 유니언역(Chicago Union Station)은 미국 일리노이주 시카고의 도시간 철도역이다. 1925년에 문을 열어 1881년에 세워진 구 역을 대체할 목적으로 건설되었다. 역은 시카고 루프 외부 시카고강의 서안에 세워져 있으며, 웨스트 애덤스가(West Adams Street)와 웨스트 잭슨 대로(West Jackson Boulevard) 사이에 있다. 도로의 밑에 역이 위치하고 있으며, 암트랙의 자회사인 시카고 유니언역 주식회사가 소유및 운용을 하고 있다. 막힌곳이 없는 중간역 형태를 하고 있으나, 이 역을 중간역으로 삼는 열차는 없다. 암트랙 중부노선의 허브 역할을 하고 있다.
시카고 유니언역은 뉴욕의 그랜드 센트럴 터미널, 자메이카역, 펜역 다음으로 미국에서 네 번째로 혼잡한 역이자, 전체 암트랙에서 네 번째로 혼잡한 역이다. 그리고 노스이스트 코리더 이와의 노선에서 가장 혼잡한 역이다. 평일에 약 14만 명의 승객(메트라 13만명, 암트랙 1만명)이 오가는 이 역은 시카고의 가장 상징적인 건축물 중 하나로 역사적 업적을 반영하고 있다. 이 역의 역사는 베드포드 석회암 보크아트의 면, 거대한 코린트 기둥, 대리석 바닥, 대강당으로 이루어졌으며, 모두 황동등으로 강조되어 있다. 2011년에는 조명 시스템을 에너지 효율이 높은 전구 및 모션 센서로 교체하여, 연례 탄소 배출량을 400만 톤으로 줄였다. 이러한 탑 위에 맞춤형 강철 조명 덮개를 추가하여, 역의 전체적인 신고전주의 양식과 조화를 이루도록 하였다.
시카고 유니언역은 2012년 미국 기획 협회 (APA)에서 미국의 "거대한 장소"중 하나로 선정되었다. 이 프로그램은 이 역을 사회 활동을 촉진하고 지역 문화와 역사를 반영하는 "훌륭한 공공 공간"으로 인정했다. 2018년 일리노이 200주년 기념 행사에서 유니언역은 미국 건축가 협회의 일리노이 주립대학교(AIA 일리노이)가 선정한 일리노이 200대 거대한 장소 중 하나로 선정되었다.

## 역 구조

### 승강장
유니언역은 북쪽에서 14개, 남쪽에서 14개, 이중 두단식 구성의 10개 선로로 배치된다. 시카고를 오가는 모든 승객은 유니언역에 오는 모든 열차가 시종착하기 때문에 목적지에 도달하기 위해 열차를 환승해야 한다. 여분의 긴 열차가 들어갈 수 있는 슬강장을 포함하여, 남쪽과 북쪽 사이에 회송열차 이동을 허용하는 두 개의 통과 궤도가 있다. 역 북쪽과 남쪽 사이에는 승객 대합실이 있다. 승객은 계단이나 엘리베이터없이 대합실을 통과하여 다른 승강장으로 이동할 수 있다. 홀수 번호가 매겨진 승강장(1-19)은 역의 북쪽에 있고, 짝수 번호가 매겨진 승강장(2-30)은 남쪽에 있다. 북쪽 선로는 암트랙의 히아와타 서비스, 엠파이어 빌더와 메트라의 밀워키 디스트릭트 웨스트, 밀워키 디스트릭트 노스, 노스 센트럴 서비스 노선으로 사용된다. 남쪽 선로는 다른 나머지 암트랙과 메트로 노선으로 사용된다. 터미널의 양쪽에 하나씩 있는 두 개의 역 관리 구조(글래스하우스라고 함)는 역간 할당과 역안팎의 소통 흐름을 모니터링한다. 실제 감독과 전환 및 신호 제어는 두 개의 "열차 감독" 위치로 수행되며, 이는 역 헤드하우스(headhouse)의 암트랙 제어 센터에 역 각면마다 하나씩 위치한다.
대합실 내에는 메트라 및 암트랙 매표소와 3개의 대기실, 암트랙 승객에 대한 수하물 찾는 곳, 화장실, 메트라 및 암트랙 사무소가 있다. 대합실은 승강장과 거리층 사이의 중2층에 있으며, 지역 판매자 및 국가 체인이 포함된 푸드 코트가 있다.

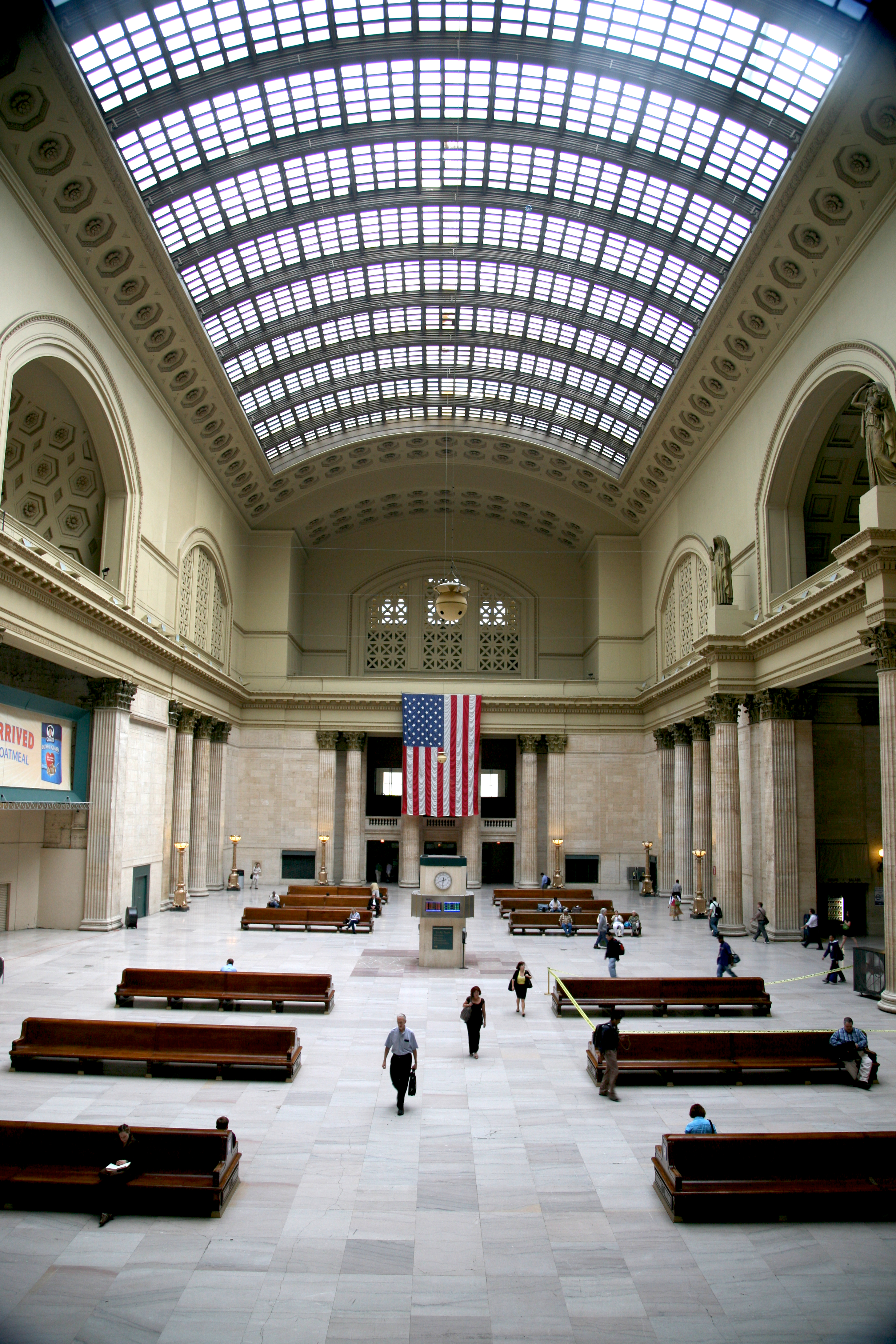
그레이트 홀

### 헤드하우스
캐널가(Canal Street)의 서쪽에 위치한 유니언역의 헤드하우스(headhouse)는 전체 도시 구역을 차지한다. 그 중심에는 대형 반원통 천창과 110-피트 (34 m) 높이의 아트리움이 있는 그레이트 홀(Great Hall)이 있다.  그레이트 홀 주변에는 음식점과 각종 상점이 들어있는 수많은 작은 공간과 대합실로 이어지는 넓은 통로가 있다. 헤드 하우스 위쪽에는 현재 암트랙에서 사용하는 여러 층의 사무실 공간이 있다. 원래의 계획은 더 많은 사무실 요구에 맞추어 그레이트 홀 위에 초고층 빌딩을 형성하는 것이었다. 이 계획은 최근 몇 년간 되살아났지만, 결국 완료되지 않았다.

### 입구
수많은 입구가 유니언역의 지하 승강장층에 접근할 수 있다. 정문은 맞은 편 캐널가(Canal Street)에 있지만, 승객은 지하 통로를 통해 헤드하우스에서 승강장에 직접 도달할 수도 있다. 후문은 잭슨 대로(Jackson Boulevard) 및 애덤스 스트리트 교(Adams Street bridges) 근처의 리버사이드 광장에 있다. 오길비 교통 센터 건너편의 매디슨가(Madison Street)에는 북쪽 승강장 입구가 있다.

## 운행 노선

유니언역은 펜 센트럴과 암트랙이 시내 터미널을 통합하기 전부터 모든 방향의 노선으로 운행되었다.

### 암트랙

#### 장거리 노선
- 캘리포니아 제퍼 (시카고 - 샌프란시스코)
- 시티 오브 뉴올리언스 (시카고 - 뉴올리언스)
- 엠파이어빌더 (시카고 - 포틀랜드/시애틀)
- 캐피톨 리미티드 (시카고 - 워싱턴 DC : 클리블랜드, 피츠버그 경유)
- 카디널 (시카고 - 뉴욕 : 인디애나폴리스, 신시내티, 워싱턴 DC 경유)
- 레이크쇼 리미티드 (시카고 - 뉴욕/보스턴)
- 사우스웨스트 치프 (시카고 - 로스앤젤레스 : 캔자스시티 경유)
- 텍사스 이글 (시카고 - 샌앤토니오/로스앤젤레스)

#### 중단거리 노선
- 블루워터 (시카고 - 포트 휴런)
- 하이아워사 (시카고 - 밀워키)
- 후시어 스테이트 (시카고 - 인디애나폴리스)
- 피어마켓 (시카고 - 그랜드래피즈)
- 울버린 (시카고 - 메트로 디트로이트)
- 일리노이 서비스
  - 일리니 (시카고 - 카번데일)
  - 일리노이 제퍼 (시카고 - 퀸시)
  - 링컨 서비스 (시카고 - 세인트루이스)

### 메트라
| 메트라                         | 메트라                     | 메트라    |
| ------------------------------ | -------------------------- | --------- |
| 라이트우드 맨해튼 방면         | 사우스웨스트 서비스        | 시·종착역 |
| 서밋 졸리엣 방면               | 헤리티지 코리더            | 시·종착역 |
| 할스테 스트리트 오로라 방면    | BNSF 철도                  | 시·종착역 |
| 웨스턴 애비뉴 빅팀버 로드 방면 | 밀워키 디스트릭트/웨스트선 | 시·종착역 |
| 웨스턴 애비뉴 안티오치 방면    | 노스 센트럴 서비스         | 시·종착역 |
| 웨스턴 애비뉴 폭스 레이크 방면 | 밀워키 디스트릭트/노스선   | 시·종착역 |

## 연결 가능한 대중 교통

### 시내 철도 노선
미국의 다른 주요 철도역(뉴욕의 그랜드 센트럴 터미널과 펜역, 필라델피아의 30번가역, 보스턴의 사우스역, 로스앤젤레스의 유니언역 등)과 달리 시카고 유니언역은 도시 철도와 직접 연결되지 않는다. 대신, 유니언역은 도보 거리 내에 몇몇개의 도시 철도 환승역이 있다.
CTA 브라운, 오렌지, 핑크, 퍼플 라인
- 퀸시역 (역에서 동쪽으로 3블록)

CTA 블루 라인
- 클린턴역

### 시내 버스 노선
유니언역에 정차하는 시내 버스 노선은 아래와 같다.
CTA 버스
- 1 브론즈빌/유니언역
- 7 해리슨
- J14 제퍼리 점프 (매디슨 입구)
- 19 유나이티드 센터 익스프레스 (매디슨 입구)
- 28 스토니 아일랜드
- 56 밀워키
- 60 블루 아일랜드/26th (올빼미버스)
- 120 오길비/스트리터빌 익스프레스 (매디슨 입구)
- 121 유니온/스트리터빌 익스프레스
- 124 네이비 피어
- 125 워터 타워 익스프레스
- 126 잭슨
- 128 솔저 필드 익스프레스 (정기 전용)
- 130 뮤지엄 캠퍼스 (하절기 전용)
- 151 쉐리던
- 156 라살레
- 157 스트리터빌 / 테일러
- 192 시카고 대학 병원 익스프레스

페이스 버스
- 755 플레인필드/IMD/서부순환 익스프레스

## 같이 보기
- 유니언역